# كين كوك
كين كوك (بالإنجليزية: Ken Cook)‏ هو رئيس والشريك المؤسس في مجموعة العمل البيئي «EWG»، وهي مؤسسة غير هادفة للربح وغير حزبية. كُرِسَت لحماية صحة الإنسان والبيئة. وقد كتب كوك عشرات المقالات والآراء والتقارير عن البيئة، والصحة العامة، وموضوعات الزراعة. كما كان عضواً نشطاً في مجموعة الضغط لأكثر من 20 عاماً.

## روابط خارجية
- كين كوك على موقع IMDb (الإنجليزية)
- كين كوك على موقع قاعدة بيانات الفيلم (الإنجليزية)